# Agirofobia

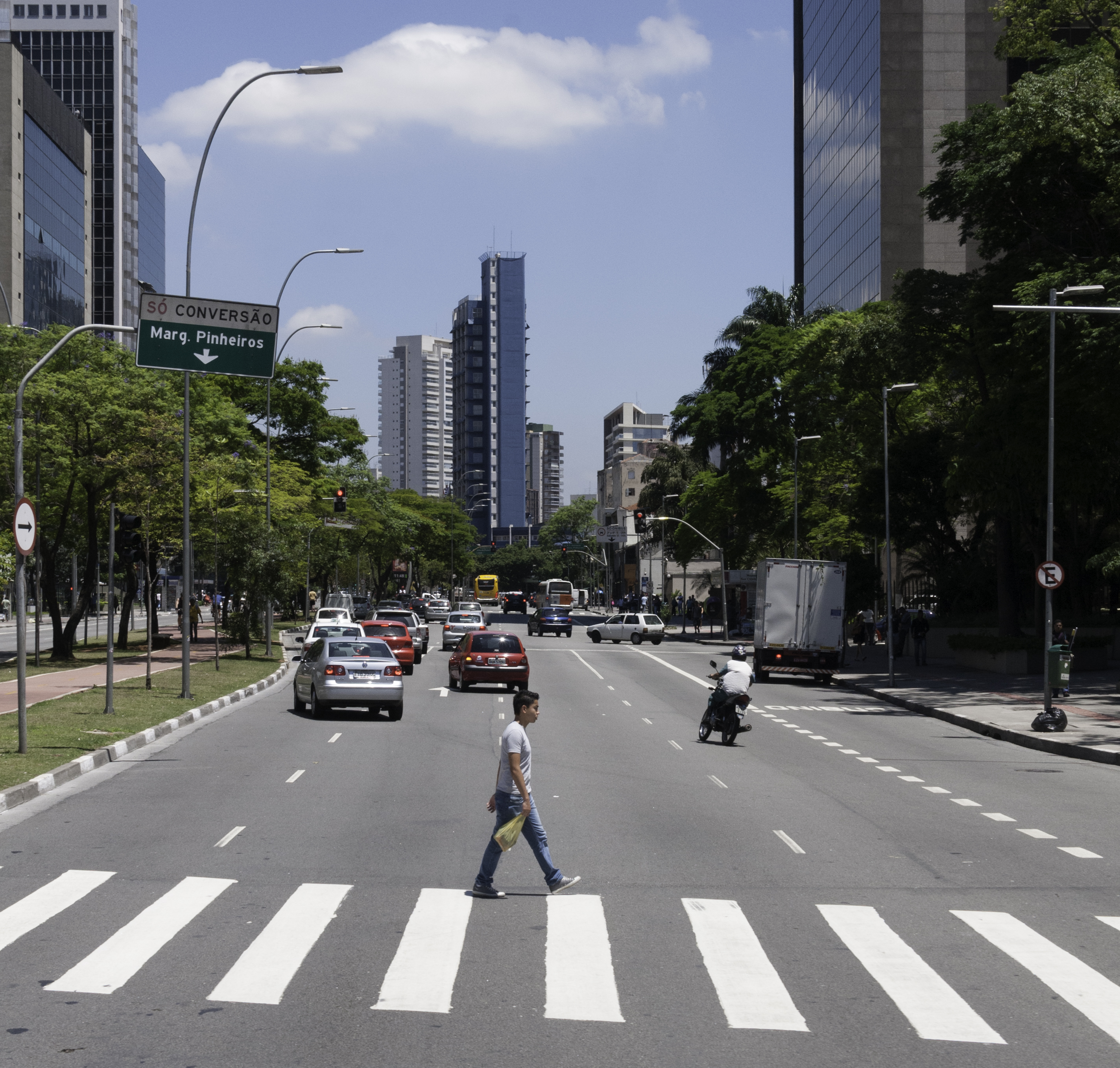
Homem atravessando avenida (imagem representativa da fobia)

A Agirofobia é o medo compulsivo de atravessar ruas, estradas e avenidas. Normalmente este medo é desencadeado de algum trauma passado como algum atropelamento que ocorreu com a pessoa ou com algum ente próximo.
Este problema pode trazer graves problemas na saúde de seu portador como depressão, isolamento social e problemas de locomoção pela rua. Pessoas com este transtorno podem passar por tratamentos com psiquiatras e psicólogos para determinar a origem do seu medo e a melhor forma de trata-lo.